# П'єтрішу (Прахова)
П'єтрішу (рум. Pietrișu) — село у повіті Прахова в Румунії. Входить до складу комуни Пояна-Кимпіна.
Село розташоване на відстані 81 км на північ від Бухареста, 30 км на північний захід від Плоєшті, 60 км на південь від Брашова.

## Населення
За даними перепису населення 2002 року у селі проживали 624 особи, з них 623 особи (99,8%) румунів. Усі жителі села рідною мовою назвали румунську.